# Re del Brycheiniog
Lista dei sovrani del regno gallese del Brycheiniog (V-XII secolo).

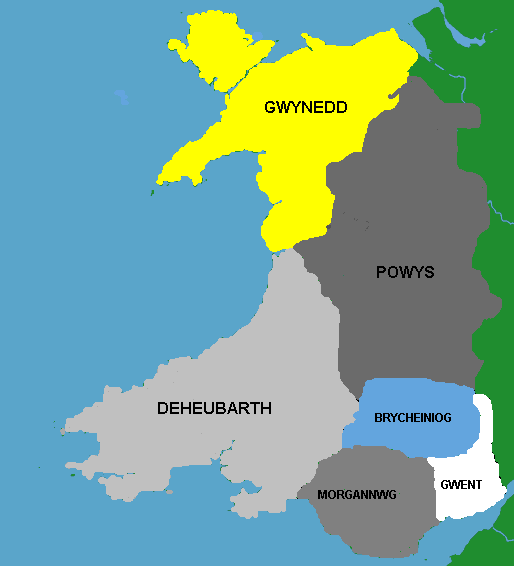
Regni medioevali del Galles

- Brychan Brycheiniog (seconda metà del V secolo)
- Rhein Dremrydd (fine V secolo)
- Rhigeneu (inizi VI secolo)
- Llywarch (circa prima metà del VI secolo)
- Idwallon (seconda metà del VI secolo)
- Rhiwallon (prima metà del VII secolo), ultimo discendente della casata di Brychan
- Cloten (seconda metà del VII secolo-inizi dell'VIII secolo), re del Dyfed, sposò Ceindrych, figlia di Rhinwallon ed erede del Brycheiniog, salendo così anche sul trono di questo regno,
- Rhain ap Cadwgan e Aust (prima metà dell'VIII secolo), il primo fu sovrano sia del Dyfed sia della maggior parte del Brycheiniog, mentre al secondo andò una piccola parte del Brycheiniog
- Tewdr (prima metà dell'VIII secolo), sovrano solo del Brycheiniog, che assassinò Elwystl, un altro pretendente al trono, che per un breve periodo divise con lui il regno
- Nowy Hen (circa metà dell'VIII secolo)
- Gryffydd (secondo metà dell'VIII)
- Tewdr (inizi del IX secolo)
- Elisedd (circa 840- circa 885), che si sottomise ad Alfredo il Grande per avere il suo aiuto contro re Anarawd del Gwynedd,
- Tewdr (fine del IX secolo)
- Gryffydd (inizi del X secolo)
- Tewdr Brycheiniog (prima metà del X secolo), con lui il Brycheiniog divenne un regno dipendente del Deheubarth di Hywel Dda
- Gwylog (circa metà del X secolo)
- Elisedd (seconda metà del X secolo)
- Gryffydd (prima metà dell'XI secolo), ultimo re del Brycheiniog. Dopo la sua morte nel 1045, le sue terre furono divise tra i suoi tre figli, che divennero i signori del Cantref Selyf, del Cantref Tewdos e del Cantref Talgarth. Queste tre signorie fecero parte del regno del Deheubarth fino alla conquista normanna del Galles meridionale nell'XI/XII secolo.